# Pànic de 1873

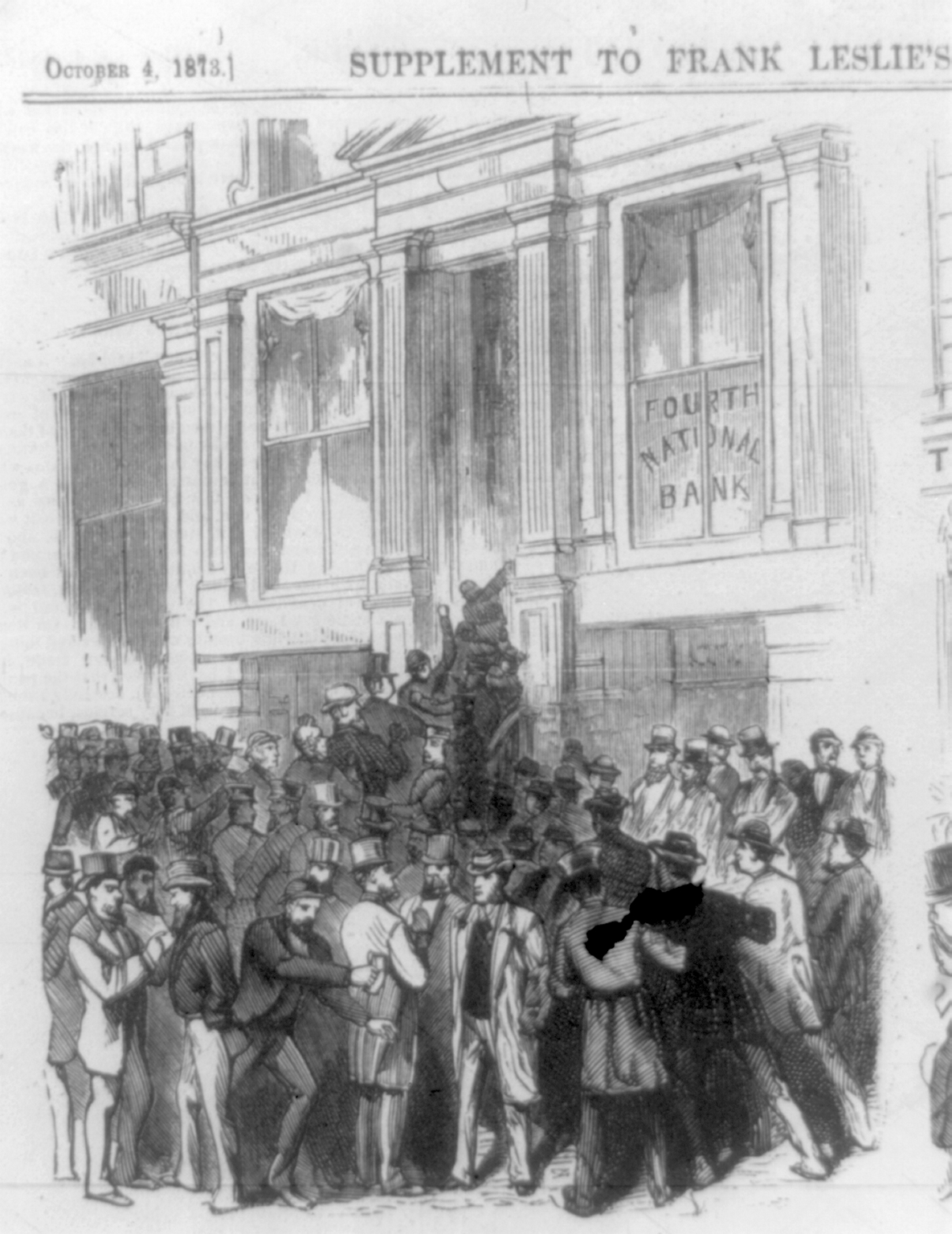
Saqueig del Fourth National Bank, a Nassau Street, 20 (Nova York, 1873).

El Pànic de 1873 es desencadenà per la fallida de l'entitat bancària de Filadèlfia Jay Cooke and Company als Estats Units d'Amèrica el 18 de setembre de 1873, conjuntament amb la caiguda, el 9 de maig de 1873, de la Borsa de Viena.
El pànic de 1873 va conduir a una dura depressió econòmica d'abast global, coneguda com a la "Llarga depressió" (Long Depression), que perdurà fins a l'any 1877. Va ser una de les moltes crisis econòmiques que es van produir al segle xix i començament del segle xx.